# جرج‌تاون، شهرستان مونونگالیا، ویرجینیای غربی
جرج‌تاون (به انگلیسی: Georgetown) یک منطقهٔ مسکونی در ایالات متحده آمریکا است که در شهرستان مونونگالیا، ویرجینیای غربی واقع شده‌است.